# Статиљијано (Казерта)
Статиљијано је насеље у Италији у округу Казерта, региону Кампанија.
Према процени из 2011. у насељу је живело 215 становника. Насеље се налази на надморској висини од 281 м.